# Armor (film)
Armor is een Amerikaanse actiefilm uit 2024, geregisseerd door Justin Routt. De hoofdrollen worden vertolkt door Sylvester Stallone, Jason Patric, Dash Mihok en Josh Wiggins.

## Verhaal
James Brody rijdt samen met zijn zoon in een gepantserde vrachtwagen voor het geldvervoer tussen banken, wanneer een team van dieven onder leiding van Rook een overval op de wagen pleegt. Na een gewelddadige achtervolging heeft Rook de gepantserde vrachtwagen vastgereden op een vervallen brug. Met maar weinig tijd voordat Rook en de aanvallers de wagen binnen geraken, zal James zijn vaardigheden tot het uiterste drijven om het leven van zijn zoon te beschermen.

## Rolverdeling
| Acteur             | Personage   |
| ------------------ | ----------- |
| Sylvester Stallone | Rook        |
| Jason Patric       | James Brody |
| Josh Wiggins       | Casey Brody |
| Dash Mihok         |             |

## Productie
De filmopnames vonden in september 2023 plaats in Mississippi, in Pearlington en Waveland. Omdat de opnames plaatsvonden tijdens de SAG-AFTRA-staking van 2023, kregen de filmmakers tijdelijke overeenkomsten die hen toestemming gaven om de film te maken.

## Release en ontvangst
Armor ging op 30 oktober 2024 in première in de Filipijnen en werd vanaf 22 november 2024 uitgebracht in de Amerikaanse bioscopen. De film kreeg negatieve kritieken van de filmcritici, met een score van 0% op Rotten Tomatoes, gebaseerd op 20 beoordelingen.